# Gare de Tarascon
Gare de Tarascon vasútállomás Franciaországban, Tarascon településen.

## Vasútvonalak
Az állomást az alábbi vasútvonalak érintik:
- Tarascon–Sète-Ville-vasútvonal
- Párizs–Marseille-vasútvonal

## Kapcsolódó állomások
A vasútállomáshoz az alábbi állomások vannak a legközelebb:
- Gare d’Arles
- Gare d’Avignon-Centre
- Gare de Beaucaire (Gare de Sète, Tarascon–Sète-Ville-vasútvonal)
- Gare de Nîmes - Manduel - Redessan